# Paolo Angelo Ballerini
Pour les articles homonymes, voir Ballerini.
Paolo Angelo Ballerini (Milan, 14 septembre 1814 - Seregno, 17 avril 1897) est un prélat catholique romain italien, archevêque de Milan.

## Biographie
Paolo Angelo Ballerini ayant échoué à obtenir le placet (consensus) du gouvernement pour prendre possession de son siège, le conflit qui en résulta entre le nouveau royaume d'Italie et le Saint-Siège ne fut résolu qu'en 1867 avec la nomination de Ballerini au Patriarcat latin d'Alexandrie.